# Nová Ves (Domažlice)
Nová Ves è un comune della Repubblica Ceca facente parte del distretto di Domažlice, nella regione di Plzeň.